# Розовый скворец
Розовый скворец (лат. Pastor roseus) — птица семейства скворцовых, близкий родственник обыкновенного скворца. Представитель монотипического рода Pastor. Другие авторы всё же полагают, что розовый скворец относится к наиболее распространённому в семействе роду скворцов (Sturnus). Гнездится в Центральной Азии и на юго-востоке Европы. Также распространён в Крыму, на Кавказе и на юге Сибири.

## Описание
Небольшая птица длиной 19—22 см, размахом крыльев 12,3—13,9 см и весом 59—90 г, своими сглаженными очертаниями более напоминающее серую ворону, чем обыкновенного скворца. Оперение головы, шеи и верхней части грудки чёрное с фиолетовым металлическим отливом. Маховые перья крыльев первого и второго порядка, а также хвоста чёрно-бурые, с зеленовато-фиолетовым отливом. Нижняя часть грудки, брюхо, спина и бока пастельно-розового цвета. После осенней линьки кончики перьев взрослых птиц истачиваются и у самца выглядят более серыми на чёрном фоне и более тёмными на розовом. На затылке имеется хохолок удлинённых перьев, более ярко выраженный у самцов. Клюв заметно более короткий и толстый по сравнению с обыкновенным скворцом (длина 22—26 мм), летом и осенью тёмно-бурый или почти чёрный, а зимой и весной тёмно-розовый. Ноги бледно-жёлтые. Оперение самок выглядит более матовым — там, где у самца перья пастельно-розовые, у самки они буровато-белые, а на кроющих перьях имеются широкие беловатые каёмки. Молодые птицы заметно отличаются от взрослых — их оперение серовато-бурое в верхней части и бледно-песочное в нижней. Перья крыльев и хвоста коричневые со светлыми окончаниями, более выраженными на маховых перьях второго порядка и кроющих перьях.

## Распространение

### Ареал
Гнездится колониями в степной или полупустынной зоне в Юго-Восточной Европе, Юго-Западной Сибири, Средней и Передней Азии. На западе граница ареала проходит через территорию Турции, Малой Азии и Сирии, на востоке через китайскую западную провинцию Синьцзян. На север ареал простирается вплоть до южных районов Украины, Северного Кавказа, бассейна Волги южнее Саратова, Уральских гор и восточного Алтая; на юго-восток до Западной Джунгарии, Восточного Тянь-Шаня, 3ападного Памира и северо-западных склонов Гиндукуша. Гнездовой ареал имеет сезонные колебания в зависимости от наличия кормовой базы — например, в отдельные годы замечены гнездящиеся скворцы в Венгрии, Югославии, Чехии, Словакии, Италии и Греции, а также в Сибири до бассейна Енисея. Перелётная птица, зимует главным образом в Индии, а также в меньшей степени в Шри-Ланке и Омане. Отмечены отдельные случайные залёты этих птиц в большинстве стран Европы вплоть до Исландии.

### Места обитаний

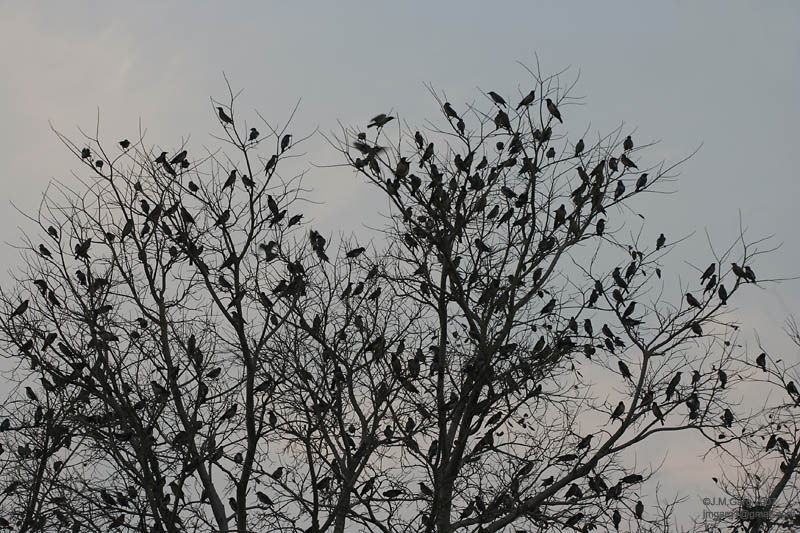
Стая розовых скворцов

В гнездовой период обитает, главным образом, в степях, полупустынных или пустынных равнинах, где имеется достаточная кормовая база в виде различных саранчовых. Необходимым условием для строительства гнезда служит наличие скал, утёсов, обрывистых берегов водоёмов, искусственных скворечников или зданий с нишами, а также наличие поблизости воды. К местам кормления способны совершать ежедневные перелёты на расстояние до 10 км. Во время зимней миграции скапливаются в районе садов, виноградников или другой местности с обилием плодовых деревьев, где и находят себе пропитание. В любое время года живёт стаями, а гнездится колониями.

## Социальное поведение
Во многом поведение розового скворца имеет сходные черты с широко распространённым обыкновенным скворцом: он также бегает кивающей походкой, по ходу всюду высматривая и обыскивая. Он так же является глубоко общественной птицей — перемещается и кормится большими стаями, гнездится колониями и ночует группами. В летнее время количество скворцов в стае может варьировать от нескольких десятков до нескольких сотен, а в зимнее время значительно возрастает и может достигать десятков тысяч. Гнездятся птицы часто вплотную друг к другу, по 5—6 пар в одном месте. По сравнению с обыкновенным скворцом более подвижны, пролетая за день значительные расстояния и по нескольку раз появляясь в одном и том же месте. Иногда скворцы сбиваются в смешанные стаи с другими птицами: воробьями, майнами, воронами, ткачиками либо ожереловыми попугаями. Агрессии друг к другу не проявляют, даже в случае очень плотного гнездения.

## Размножение

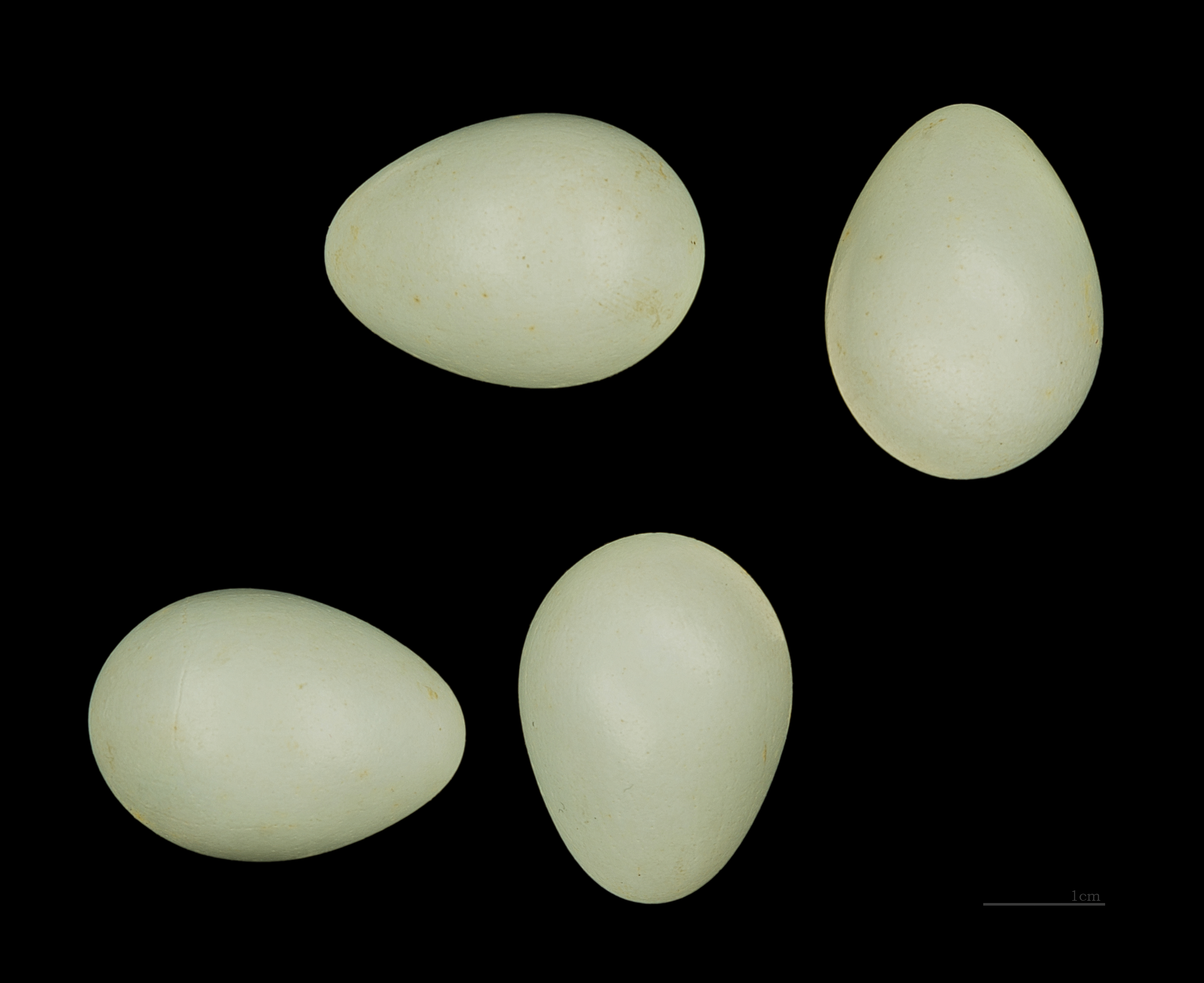
Sturnus roseus

Сезон размножения жёстко привязан к изобилию на местности кочующих саранчовых, а потому довольно короткий. Обычно он продолжается с середины мая до начала июля, но может и варьировать в зависимости от погодных условий. Например, по результатам многолетних наблюдений в Крыму было выявлено, что самый ранний прилёт скворцов в районе Карадагского заповедника и Лебяжьих островов варьировал в пределах между 5 мая и 30 июня. Колонии распадаются, как только основная масса птенцов начинает летать, причём в отдельных случаях родители бросают своих птенцов и улетают, если те в силу каких либо причин ещё не встали на крыло. Птицы также улетают и тогда, когда кормовая база иссякла. В качестве гнезда скворцы используют норы береговушек (Riparia riparia), расщелины скал, ниши под крышами зданий, трещины в стенах, редко дупла деревьев (в основном ив (Salix)). Часто гнездо устраивается на осыпях меж двух камней, диаметр каждого из которых в идеале составляет 20-50 см. Если у запоздавших особей из стаи места для гнезда уже не хватает, они могут использовать поленницы дров либо устраивать гнездо прямо на открытых местах. Скворцы также охотно используют искусственные скворечники. Гнездо довольно грубое, состоит из тонкого слоя веточек деревьев либо различных трав, в основном злаков, а также перьев самих скворцов. В исследовании, проводившемся в Крыму возле Новоивановки, было выявлено, что в качестве материала использовалось более 60 % злаковых растений (костёр (Bromus sp.), неравноцветник (Anisantha sp.)), более 10 % полыни и другие травы. Другое исследование, на этот раз проводимое на скалистых обрывах возле г. Опук, показало несколько иное соотношение материала: кровельный неравноцветник (Anisantha tectorum) более 60 %, растопыренный костёр (Bromus squarrosus) около 10 %, разнотравье — 5—10 %, грубые стебли трав и веточки кустарников — около 10 %. Гнездо строится вскоре после прилёта, как самцом, так и самкой. Кладка состоит обычно из 3—6 слегка блестящих голубых яиц без крапления, размером (25—33)×(18,5—22,7) мм. Инкубационный период составляет около 15 дней, оба родителя участвуют в насиживании. Птенцы ухаживаются обоими родителями и остаются в гнезде около 24 дней.

## Питание
Главной пищей розовым скворцам в гнездовой период служат различные прямокрылые, особенно саранчовые, которых он неутомимо преследует, и поэтому розовый скворец считается одной из самых полезных птиц в местностях, страдающих от нападений саранчи. Согласно работам Гринченко (1991), рацион скворцов в мае-июле на 70-100 % состоит из животной пищи, среди которой прямокрылые составляют до 62 %. Кроме того, в этот период они употребляют в пищу жуков, цикад, богомолов, муравьёв (все вместе 2-60 %); мокриц (около 8,8 %) и наземных моллюсков (3,1-17,5 %). В отдельные периоды рацион до 90 % состоит из крупных гусениц. Кормятся большими стаями в местах скопления насекомых, при этом птицы, находящиеся в хвосте группы, перелетают передних, и в результате вся стая по очереди передвигается в одном направлении. Большинство добычи ловится на земле, меньшая часть в воздухе. Драк из-за добычи в стаях почти не наблюдается, скорее наоборот — нашедшие добычу птицы сигнализируют об этом другим членам стаи.
По окончании гнездового периода акцент в питании смещается в сторону растительной пищи, когда птицы перемещаются в места, богатые плодовыми деревьями и кустарниками — виноградники, фруктовые сады и т. д. Питаются плодами шелковицы, инжира, вишни, винограда, абрикоса, малины, паслёна и пр., а также семенами некоторых растений, таких как пшеница, сорго или пеннисетум (Pennisetum sp.). Кроме того, пьют нектар некоторых цветков. Нередко способны нанести ощутимый вред плодовым садам и виноградникам, а в Индии рисовым полям.

## Галерея

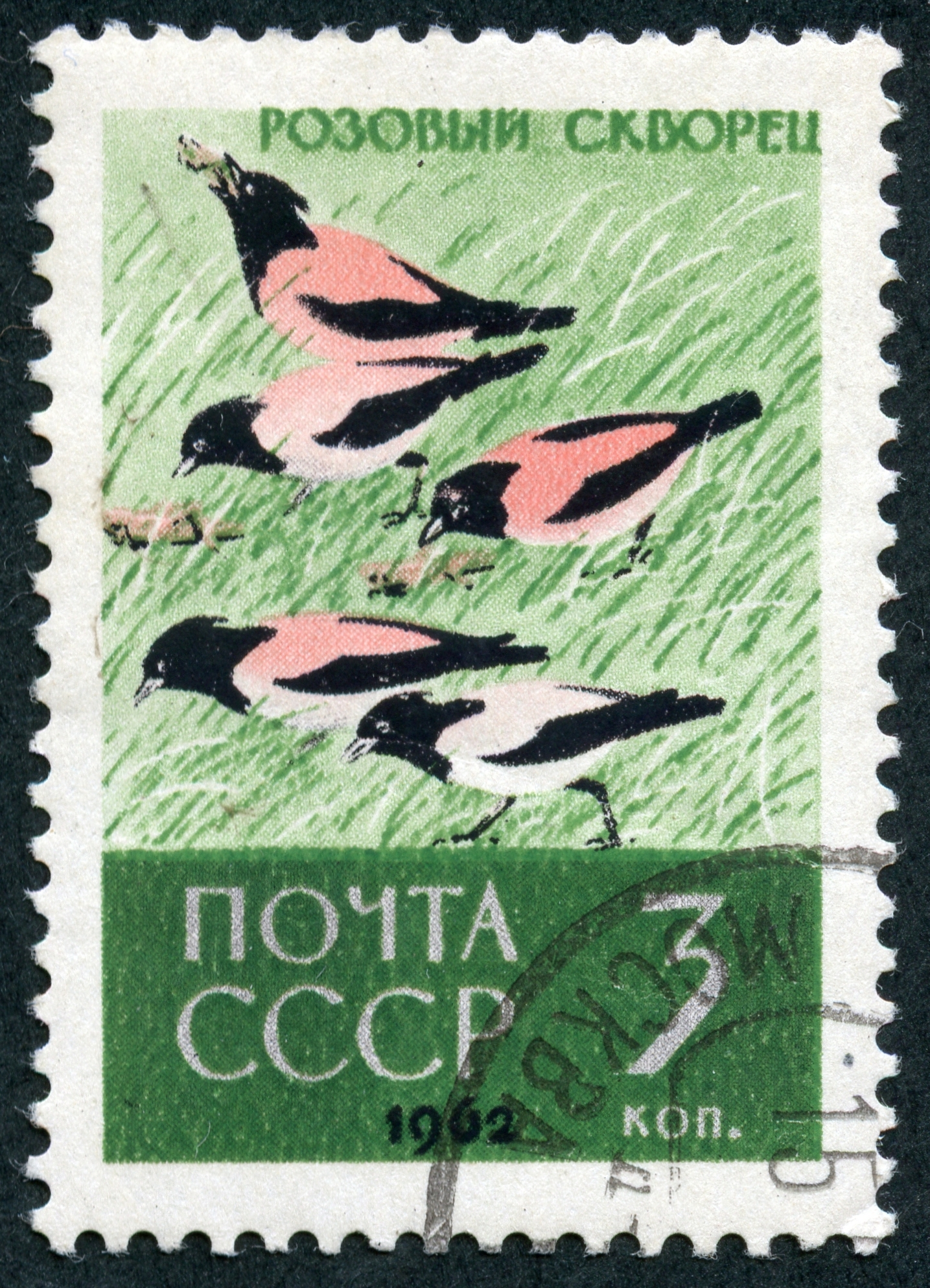
Почтовая марка СССР, 1962 год
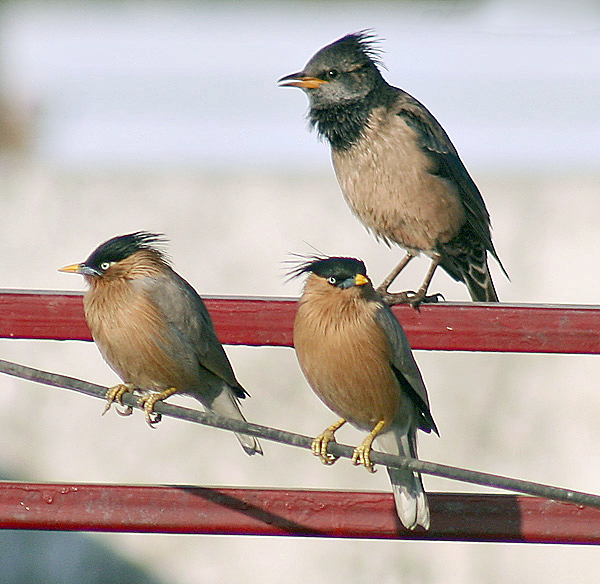
Розовый скворец (сверху) и пара браминских скворцов (снизу). Харьяна, Индия
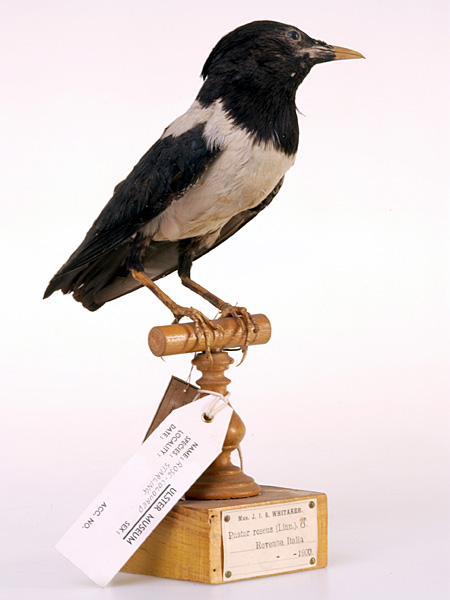
Чучело розового скворца